# Casteide-Doat
Casteide-Doat är en kommun i departementet Pyrénées-Atlantiques i regionen Nouvelle-Aquitaine i sydvästra Frankrike. Kommunen ligger i kantonen Montaner som tillhör arrondissementet Pau. År 2022 hade Casteide-Doat 159 invånare.

## Befolkningsutveckling
Antalet invånare i kommunen Casteide-Doat
| Referens: INSEE |